# Arrós de Cardós
Arrós de Cardós, o, simplement, Arrós, és un poble de la Vall de Cardós. Pertany al terme municipal d'Esterri de Cardós, a la comarca del Pallars Sobirà.
Està situat a la dreta del Torrent d'Esterri, a mig camí entre Esterri de Cardós, situat enlaire vall endins del mateix torrent, i el riu i la carretera principals de la Vall de Cardós, la Noguera de Cardós.
A més de la quasi trentena de cases que el formes, Arrós de Cardós té església parroquial, dedicada a Sant Julià i una casa de turisme rural, Casa Móra.
Té censades 22 persones, però a l'hivern només hi viu una dotzena escassa de persones. En període estival les segones residències fan que la població augmenti significativament.
Per Arrós passa la ruta turística dels ponts romànics.

## Etimologia
Segons Joan Coromines, Arrós és un altre dels molts topònims d'origen iberobasc existents al Pirineu, i especialment al Pallars Sobirà. Es pot tractar de l'ètim basc arro (agrest o barranc). Tant una interpretació com l'altra s'avenen amb l'entorn geogràfic d'Arrós de Cardós.

## Geografia

### El poble d'Arrós de Cardós
El poble es presenta agrupat, amb dos grans espais: el del sud-oest, amb l'església parroquial de Sant Julià, format essencialment per tres curts carrers que formen una placeta en el seu punt de trobada i l'església a l'extrem de ponent, i el del nord-est, amb quatre carrerons més, que també formen eixamplaments en forma de placeta almenys en tres llocs diferents. Separa els dos àmbits una llarga línia de cases sense cap pas enmig.

#### Les cases del poble[3]
| - Casa Barber - Casa Batista de Móra - Casa Blanca - Casa Boldís - Casa Català - Casa Cisco | - Casa Cisquet - Casa Cotxero - Casa Felipó - Casa Forn - Casa Fort - Casa Fuster | - Casa Gildo - Casa Gironès - Casa Gomà - Casa Gori - Casa Júlia | - Casa Lluís de Ramon - Casa Mònica - Casa Móra - Casa Pompós - Casa Ramon | - La Rectoria - Casa Sastre - Casa Tatet - Casa Teixidor - Casa Toniquet |

## Història

### Edat moderna
En el fogatge del 1553, Arros declara 1 foc eclesiàstic i 5 de laics, uns 40 habitants.

### Edat contemporània
Pascual Madoz dedica un article del seu Diccionario geográfico... a Arros. S'hi pot llegir que és una localitat amb ajuntament situada en un pla dominat per altes muntanyes, combatut principalment pels vents del nord. El clima, tot i que fred, és bastant saludable, i no hi ha més malalties comunes que els refredats i les pulmonies. Tenia en aquell moment 10 cases i l'església parroquial de Sant Julià, de la qual són annexes les de Benante i Ginestarre, servida per un rector proveït pel bisbe o pel rei, segons el moment de l'any en què queda vacant. En el terme hi ha diverses fonts de bona aigua. El territori és molt desigual i escabrós, de classe inferior, amb a penes 100 jornals de conreu; amb alguns prats i la muntanya de Tudela, amb arbrat abundant. Travessava el poble el camí que anava a França pel Port de Tavascan, en molt mal estat. S'hi produïa sègol, llegums, patates i una mica de fruita d'hortalisses. S'hi criava tota mena de bestiar: vacum, de llana, cabres, mules, cavalls... Hi havia caça de diverses menes i pesca de truites. Comptava amb 10 veïns (caps de casa) i 54 ànimes (habitants). Esmenta que el lloc havia pertangut al Vescomtat de Vilamur, fins a l'extinció dels senyorius.